# Плодоїд строкатий
Плодоїд строкатий (Ampelioides tschudii) — вид горобцеподібних птахів родини котингових (Cotingidae).

## Назва
Видова назва tschudii присвячена пам'яті швейцарського орнітолога Йоганна Якоба фон Чуді (1818—1889).

## Поширення
Вид поширений в Андах від венесуело-колумбійського кордону на південь до північно-західної Болівії. Населяє середній ярус і підпокров низькогірних гірських і передгірних лісів, переважно на висотах між 900 і 2000 м над рівнем моря.

## Опис
Птах завдовжки до 19 см. Він пухкий, з міцним дзьобом і коротким хвостом. Самець має чорну голову, білуваті лори та «вусики» та блідо-жовте потиличне кільце; зверху він блискучо оливковий, чорні пір'я по центру надають йому лускатого вигляду. Крила здебільшого чорні, більші криючі пера оливкові та утворюють широку смугу. Горло білясте; внизу він жовтий, з пір'ям, облямованим широкою оливковою лінією, що надає ефекту кільчастості. Самиця має оливкову голову, а не чорну, а пір'я на нижній частині мають широкі луски чорного кольору.

## Спосіб життя
Трапляється парами або поодиноко, інколи у змішаних зграях. Стрибає по великих горизонтальних гілках у пошуках комах. Також їсть фрукти та спостерігав, що харчується деревними равликами.